# Dragoljub Škondrić
Dragoljub Škondrić, bosansko-hercegovski general, * 1. avgust 1914, † ?.

## Življenjepis
Škondrić, tovarniški delavec, je leta 1941 vstopil v NOVJ in KPJ; med vojno je bil politični komisar in poveljnik več enot; nazadnje je bil poveljnik 1. hercegovske brigade.
Po vojni je bil poveljnik brigade in polka.